# Piiumetsa
Piiumetsa – wieś w Estonii, w prowincji Järva, w gminie Türi.